# Lillianes
Lillianes (arpità Lilliane) és un municipi italià, situat a la regió de Vall d'Aosta. L'any 2007 tenia 485 habitants. Limita amb els municipis de Carema (TO), Fontainemore, Graglia (BI), Issime, Perloz, Pollone (BI), Settimo Vittone (TO) i Sordevolo (BI) 

## Administració

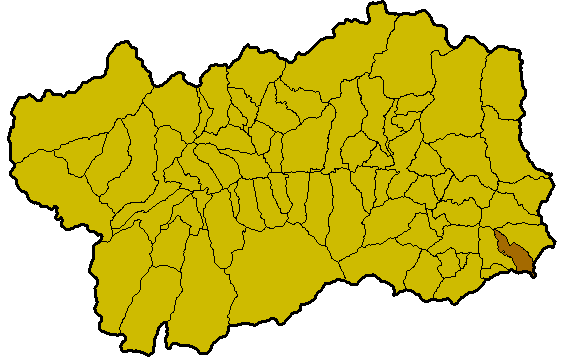
Situació de Lillianes a la Vall

| Període | Identitat               | Partit        |
| ------- | ----------------------- | ------------- |
| 2005-   | Domenico Francesco Jans | Llista cívica |